# Episodi di Millennium (terza stagione)
La terza e ultima stagione della serie televisiva Millennium è stata trasmessa negli Stati Uniti dal 2 ottobre 1998 al 21 maggio 1999 su Fox.
In Italia la stagione è andata in onda dal 25 ottobre al 18 novembre 2002 su Italia 1.
| nº | Titolo originale           | Titolo italiano            | Prima TV USA     | Prima TV Italia  |
| -- | -------------------------- | -------------------------- | ---------------- | ---------------- |
| 1  | The Innocents (1)          | Innocenti                  | 2 ottobre 1998   | 25 ottobre 2002  |
| 2  | Exegesis (2)               | Analisi finale             | 9 ottobre 1998   | 26 ottobre 2002  |
| 3  | TEOTWAWKI                  | Millennium bug             | 16 ottobre 1998  | 28 ottobre 2002  |
| 4  | Closure                    | Senza un perché            | 23 ottobre 1998  | 29 ottobre 2002  |
| 5  | ...Thirteen Years Later    | Il maniaco dell'horror     | 30 ottobre 1998  | 30 ottobre 2002  |
| 6  | Skull and Bones            | Il collezionista di ossa   | 6 novembre 1998  | 31 ottobre 2002  |
| 7  | Through a Glass, Darkly    | Un passato da dimenticare  | 13 novembre 1998 | 1º novembre 2002 |
| 8  | Human Essence              | Demone sulla pelle         | 11 dicembre 1998 | 2 novembre 2002  |
| 9  | Omertà                     | Energia guaritrice         | 18 dicembre 1998 | 4 novembre 2002  |
| 10 | Borrowed Time              | Pericolo per Jordan        | 15 gennaio 1999  | 5 novembre 2002  |
| 11 | Collateral Damage          | La resa dei conti          | 22 gennaio 1999  | 6 novembre 2002  |
| 12 | The Sound of Snow          | Messaggi subliminali       | 5 febbraio 1999  | 7 novembre 2002  |
| 13 | Antipas                    | I figli del male           | 12 febbraio 1999 | 8 novembre 2002  |
| 14 | Matryoshka                 | Il segreto della matryoska | 19 febbraio 1999 | 9 novembre 2002  |
| 15 | Forcing the End            | La profezia mancata        | 19 marzo 1999    | 11 novembre 2002 |
| 16 | Saturn Dreaming of Mercury | I vicini di casa           | 9 aprile 1999    | 12 novembre 2002 |
| 17 | Darwin's Eye               | L'occhio di Darwin         | 16 aprile 1999   | 13 novembre 2002 |
| 18 | Bardo Thodol               | Cellule staminali          | 23 aprile 1999   | 14 novembre 2002 |
| 19 | Seven and One              | Una luce nelle tenebre     | 30 aprile 1999   | 15 novembre 2002 |
| 20 | Nostalgia                  | La sesta vittima           | 7 maggio 1999    | 16 novembre 2002 |
| 21 | Via Dolorosa (1)           | L'ombra del giustiziato    | 14 maggio 1999   | 18 novembre 2002 |
| 22 | Goodbye to All That (2)    | Progetto superuomo         | 21 maggio 1999   | 18 novembre 2002 |